# Parathalestris croni
Parathalestris croni is een eenoogkreeftjessoort uit de familie van de Thalestridae. De wetenschappelijke naam van de soort is voor het eerst geldig gepubliceerd in 1842 door Krøyer.